# Россошь (Закарпатская область)
Россошь (укр. Росош) — село в Свалявской городской общине Мукачевского района Закарпатской области Украины.
Население по переписи 2001 года составляло 2250 человек. Почтовый индекс — 89333. Телефонный код — 3133. Занимает площадь 1,428 км². Код КОАТУУ — 2124082307.